# State of Origin
Le State of Origin est une série annuelle disputée entre mai et juin de trois matchs de rugby à XIII opposant deux sélections australiennes : New South Wales Blues (représentant l'État de la Nouvelle-Galles du Sud) et Queensland Maroons (représentant l'État du Queensland).
Créé en 1980, il s'agit d'un des événements annuels les plus importants et attractifs d'Australie garantissant de fortes audiences télévisuelles et des stades à guichets fermés. Les joueurs sont sélectionnés non pas en raison de leurs clubs respectifs où ils évoluent mais de leur État où ils ont disputé leur premier match senior (soit Nouvelle-Galles du Sud soit Queensland). S'appuyant sur cette rivalité, ces matchs sont perçus avec une incroyable intensité et d'un très haut niveau rugbystique.

## Équipes
Les joueurs du Queensland (État australien situé au Nord-Est) sont souvent associés aux crapauds buffles, ils portent la couleur bordeaux et sont appelés "Queensland Maroons".
Les joueurs de la Nouvelle-Galles du Sud (État australien situé en Sud-Est) sont associés aux blattes, ils arborent le ton bleu et, en conséquence, sont dénommés "New South Wales Blues".
Les références aux animaux sont dues aux campagnes de marketing qui, dans les années 1980, avaient ainsi totémisé ces équipes.

## Histoire

### Premiers tournois inter-États
Les premières volontés de mettre en place des sélections par État dans le rugby à XIII interviennent avant le schisme des codes rugby entre le rugby à XIII et le rugby à XV en Australie. En 1900, un journaliste sportif demande à ce qu'un immigrant récent de Queensland à la Nouvelle-Galles du Sud, Stephen Spragg, joue pour l'État de la Nouvelle-Galles du Sud en raison de sa situation.
Ainsi, depuis les débuts du rugby à XIII en Australie en 1908, un tournoi entre États du Queensland et Nouvelle-Galles du Sud est tenu de temps en temps. Jusqu'en 1979, chaque sélection disposait des joueurs évoluant dans leurs États respectifs sans aucune considération à leurs origines.
La première rencontre entre les deux États a lieu le 11 juillet 1908 au Sydney's Agricultural Ground avant même que l'État du Queensland dispose de son propre championnat régional, ceux-ci perdent la première rencontre 43-0. Hormis quelques périodes dorées du Queensland dans les années 1920, c'est la Nouvelle-Galles du Sud qui dominait largement cette opposition. Cette période dorée est symbolisée entre 1922 et 1925 où Queensland bat à 11 reprises sur 12 la Nouvelle-Galles du Sud, cependant alors que la sélection australienne devait effectuer une tournée au Royaume-Uni et par conséquent sélectionner une majorité de treizistes du Queensland, celle-ci fut annulée par la Australian Rugby League fédération australienne de rugby à XIII et il n'y eut aucune rencontre entre l'Australie et la Grande-Bretagne entre 1922 et 1929.
Après 1956, la Nouvelle-Galles du Sud confirme sa suprématie, notamment en raison des ressources financières de son championnat et de ses clubs qui attirent les meilleurs joueurs du Queensland qui les rendaient alors inéligibles pour la sélection de l'État de celui-ci. Alors que depuis la création de ce tournoi jusqu'à 1956, Queensland avait remporté 25 % des oppositions, ce pourcentage s'effondrait à 3,8 % entre 1956 et 1981 avec une seule série remportée en 1959.

### Mise en place du State of Origin
Alors que cette opposition perdait chaque année de plus en plus d'intérêt dans les années 1970 marqué entre autres par le non-volonté de l'État de la Nouvelle-Galles du Sud d'accueillir l'évènement, une solution trouvée dans un autre code de football fit son apparition. En effet, le football australien qui a été dans une situation analogue avait décidé en 1977 de changer les règles de sélection des joueurs par États en s'appuyant sur leurs premiers matchs disputés en senior c'est-à-dire sur leurs origines.
Malgré la réticence et le manque de motivation de la Nouvelle-Galles du Sud, de sa fédération (obtenant par exemple que seul un seul des trois matchs se déroulait avec les nouvelles règles, les deux autres reprenant les anciennes règles) et de ses clubs, une rencontre le 8 juillet 1980 à Lang Park est organisée et donne le coup d'envoi du "State of Origin", cela a permis entre autres à des treizistes d'arborer pour la première fois le maillot de leur État d'origine. Ce match est ponctué par une victoire en faveur de Queensland 20-10.

### 1981-1986: Les premières éditions
En 1981, les deux premiers matchs se déroulaient donc sous la précédente règle avec à la clef deux victoires de la Nouvelle-Galles du Sud, au troisième match avec les nouvelles règles, ces derniers menaient 15-0 avant de se faire battre 15-22. L'intérêt généré par ce second State of Origin convainc les autorités à faire jouer désormais les trois rencontres avec les nouvelles règles dès l'année suivante.
En 1982 et 1984, malgré le non prise en considération de la part des médias de la Nouvelle-Galles du Sud de la menace du Queensland d'être l'état dominateur, ces derniers remportèrent toutes les éditions 2-1 sous le capitanat de Wally Lewis.
En 1985, la Nouvelle-Galles du Sud avec son capitaine Steve Mortimer remporte le match décisif au Sydney Cricket Ground devant près de 30 000 spectateurs, remportant pour la première fois la série avec les nouvelles règles, l'année suivante ils font mieux en remportant la série 3-0.

### 1987: la controverse américaine
Après une victoire du Queensland (remportant la série 2-1), une quatrième rencontre est organisée à Long Beach, en Californie pour promouvoir le rugby à XIII aux États-Unis et au public américain. Ce match voit la victoire des Blues de la Nouvelle-Galles du Sud 30-18 contre les Maroons de Queensland, bien que ce match ne devait pas être comptabilisé dans le palmarès des clubs selon la fédération australienne de rugby à XIII et les deux fédérations étatiques, en raison de la victoire des Blues la fédération de Nouvelle-Galles du Sud et medias de Sydney incorporent ce résultat comme officiel. La fédération australienne décida de l'officialiser uniquement à partir du 15 juillet 2003, cependant la fédération du Queensland ne reconnait pas cela, l'inscrivant uniquement dans les statistiques des joueurs participants mais aucunement dans le palmarès et le décompte général des matchs du State of Origin.

### Années 1990: la guerre de la Super League

Ancien logo

Après cette histoire de controverse, les Maroons de Queensland remportent les deux éditions suivantes  en 1988 et 1989 (avec toutes des séries de 3-0), la rivalité entre les deux États grandissaient également.
En raison des retraites sportives des meilleurs treizistes du Queensland et de l'inexpérience des nouveaux joueurs, les Blues reprenaient le trophée en 1990, 1992, 1993 et 1994. De plus, avec l'arrivée de la Super League de Rupert Murdoch, plusieurs joueurs des Queensland ne pouvaient être retenus, ce qui n'empêche pas les Maroons de remporter la série 3-0 en 1995.
Suit alors une période où chaque État remporte l'opposition, les Blues en 1996 et 1997, les Maroons en 1998 et 1999, les Blues en 2000. Entre-temps, la Super League et l'Australia Rugby League s'entendent pour créer la National Rugby League en 1998.

## Réglements

### Vainqueur
Le vainqueur de la série est l'équipe qui a gagné au moins deux des trois matchs. Avant le match nul était possible, mais à partir de 2004, la règle du golden point (point en or) est rentrée en vigueur. Lorsque les équipes ne pouvaient pas se départager, c'était le vainqueur de la précédente édition qui était le vainqueur. Cela se produisit deux fois : en 1999 et en 2002.

### Critères de sélections
Les joueurs sont sélectionnés pour l'État dans lequel ils ont joué leur premier match de rugby à XIII en catégorie senior. Un joueur né en Nouvelle-Galles du Sud, mais ayant joué son premier match senior dans un club du Queensland, est sélectionnable pour le Queensland et non pas pour la Nouvelle-Galles du Sud. Un joueur né dans un pays étranger peut être sélectionné pour jouer dans une des deux formations, si celui-ci a évolué en catégorie senior dans un de ces deux États mais uniquement à condition d'être également éligible pour jouer avec l'équipe nationale australienne, ce qui est généralement satisfait après 3 ans de résidence dans le pays selon les règles établies par la RLIF. Les joueurs qui ont joué leur premier match senior dans le territoire fédéral de Canberra (ACT) sont sélectionnables pour la Nouvelle-Galles du Sud.

## Résultats

### Palmarès
| Année | Vainqueur/Détenteur du trophée | Victoires | Défaites | Nul |
| ----- | ------------------------------ | --------- | -------- | --- |
| 1980  | Queensland                     | 1         | 0        | 0   |
| 1981  | Queensland                     | 1         | 0        | 0   |
| 1982  | Queensland                     | 2         | 1        | 0   |
| 1983  | Queensland                     | 2         | 1        | 0   |
| 1984  | Queensland                     | 2         | 1        | 0   |
| 1985  | Nouvelle-Galles du Sud         | 2         | 1        | 0   |
| 1986  | Nouvelle-Galles du Sud         | 3         | 0        | 0   |
| 1987  | Queensland                     | 2         | 1        | 0   |
| 1988  | Queensland                     | 3         | 0        | 0   |
| 1989  | Queensland                     | 3         | 0        | 0   |
| 1990  | Nouvelle-Galles du Sud         | 2         | 1        | 0   |
| 1991  | Queensland                     | 2         | 1        | 0   |
| 1992  | Nouvelle-Galles du Sud         | 2         | 1        | 0   |
| 1993  | Nouvelle-Galles du Sud         | 2         | 1        | 0   |
| 1994  | Nouvelle-Galles du Sud         | 2         | 1        | 0   |
| 1995  | Queensland                     | 3         | 0        | 0   |
| 1996  | Nouvelle-Galles du Sud         | 3         | 0        | 0   |
| 1997  | Nouvelle-Galles du Sud         | 2         | 1        | 0   |
| 1998  | Queensland                     | 2         | 1        | 0   |
| 1999  | Queensland                     | 1         | 1        | 1   |
| 2000  | Nouvelle-Galles du Sud         | 3         | 0        | 0   |
| 2001  | Queensland                     | 2         | 1        | 0   |
| 2002  | Queensland                     | 1         | 1        | 1   |
| 2003  | Nouvelle-Galles du Sud         | 2         | 1        | 0   |
| 2004  | Nouvelle-Galles du Sud         | 2         | 1        | 0   |
| 2005  | Nouvelle-Galles du Sud         | 2         | 1        | 0   |
| 2006  | Queensland                     | 2         | 1        | 0   |
| 2007  | Queensland                     | 2         | 1        | 0   |
| 2008  | Queensland                     | 2         | 1        | 0   |
| 2009  | Queensland                     | 2         | 1        | 0   |
| 2010  | Queensland                     | 3         | 0        | 0   |
| 2011  | Queensland                     | 2         | 1        | 0   |
| 2012  | Queensland                     | 2         | 1        | 0   |
| 2013  | Queensland                     | 2         | 1        | 0   |
| 2014  | Nouvelle-Galles du Sud         | 2         | 1        | 0   |
| 2015  | Queensland                     | 2         | 1        | 0   |
| 2016  | Queensland                     | 2         | 1        | 0   |
| 2017  | Queensland                     | 2         | 1        | 0   |
| 2018  | Nouvelle-Galles du Sud         | 2         | 1        | 0   |
| 2019  | Nouvelle-Galles du Sud         | 2         | 1        | 0   |
| 2020  | Queensland                     | 2         | 1        | 0   |
| 2021  | Nouvelle-Galles du Sud         | 2         | 1        | 0   |
| 2022  | Queensland                     | 2         | 1        | 0   |
| 2023  | Queensland                     | 2         | 1        | 0   |
| 2024  | Nouvelle-Galles du Sud         | 2         | 1        | 0   |
| 2025  |                                |           |          |     |

### Records et statistiques
Les statistiques personnelles permettent de refléter le talent individuel d'un certain type de joueurs (par exemple buteurs) et le travail collectif conduisant aux occasions de marquer.
Greg Inglis (Queensland) est le meilleur marqueur d'essais du State of Origin (il y participe depuis 2006) avec dix-huit essais, suivi de Darius Boyd (dix-sept essais).
| Essais | Joueur       | Équipe     | Période   | Points | Joueur             | Équipe          | Période   |
| ------ | ------------ | ---------- | --------- | ------ | ------------------ | --------------- | --------- |
| 18     | Greg Inglis  | Queensland | 2006-2018 | 220    | Johnathan Thurston | Queensland      | 2005-2017 |
| 17     | Darius Boyd  | Queensland | 2008-2017 | 161    | Mal Meninga        | Queensland      | 1980-1994 |
| 12     | Dale Shearer | Queensland | 1985-1996 | 129    | Michael O'Connor   | New South Wales | 1985-1991 |
| 12     | Billy Slater | Queensland | 2004-2018 | 96     | Andrew Johns       | New South Wales | 1995-2006 |
| 12     | Dane Gagai   | Queensland | 1995-2006 | 88     | Nathan Cleary      | New South Wales | 2018-     |

Le record de participations est détenu par Cameron Smith avec 42 matchs.
Record d'affluence : 91 513 spectateurs au Melbourne Cricket Ground pour le deuxième match en 2015 (total des 3 matchs 228 000 soit une moyenne de 76 000)

## Stades

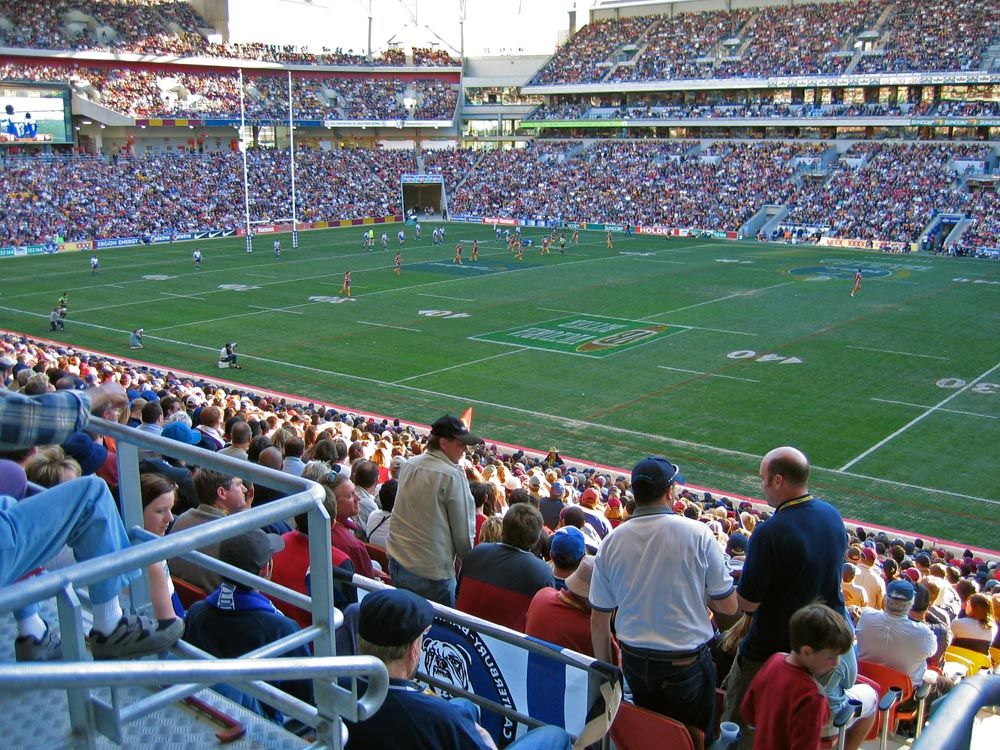
le Suncorp Stadium.

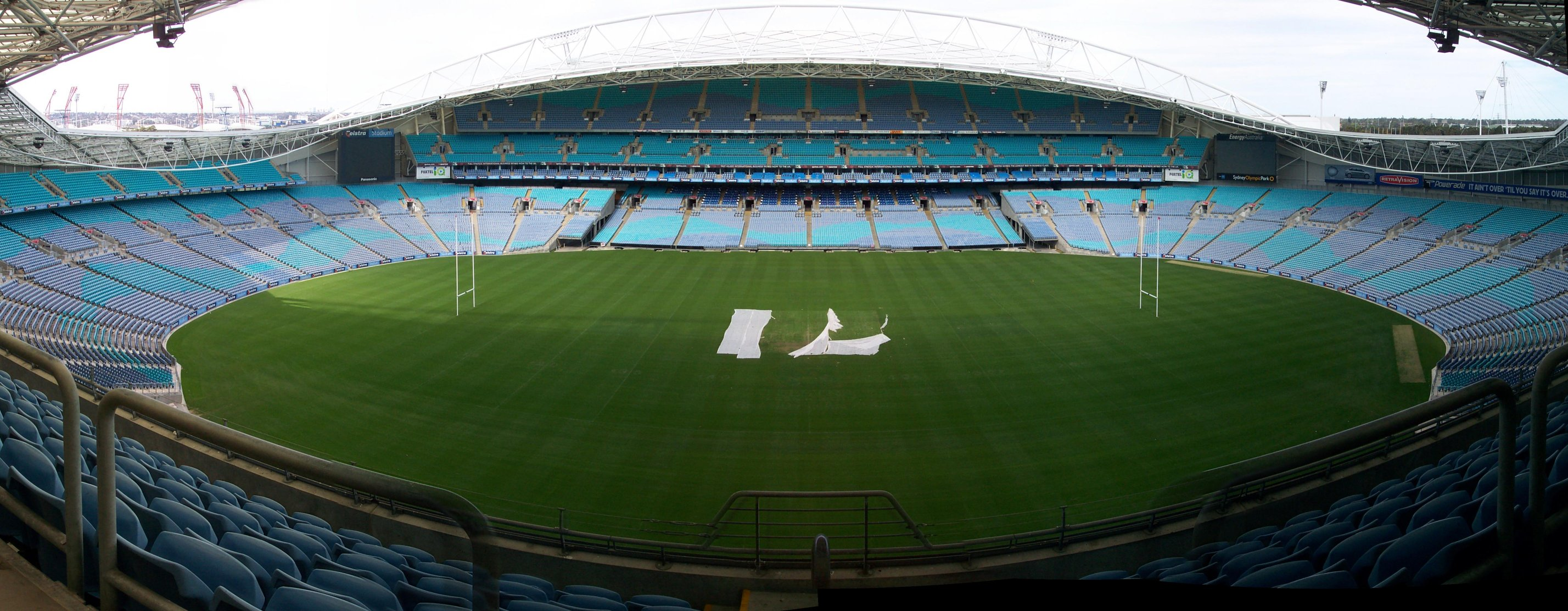
le Telstra Stadium.

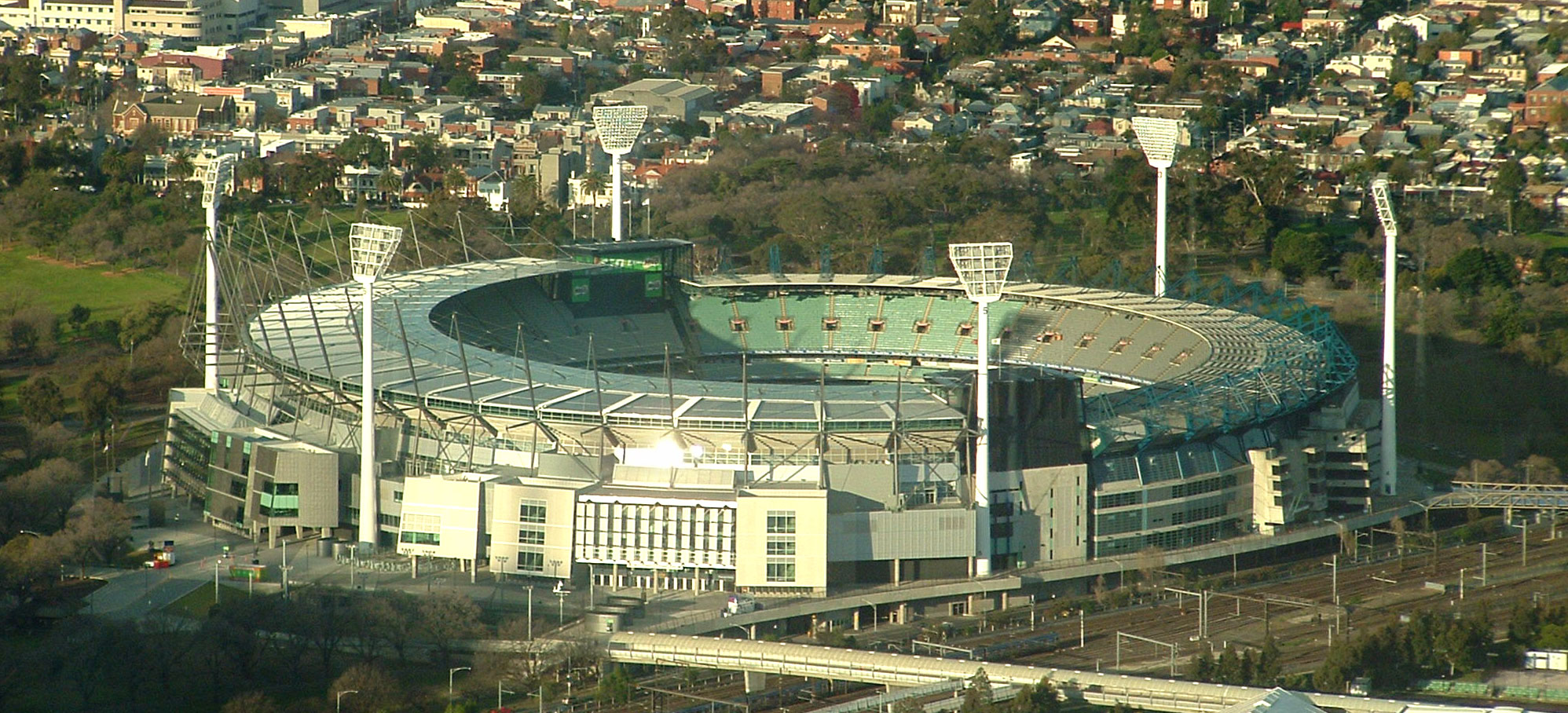
le Melbourne Cricket Ground.

À travers son histoire, plusieurs stades ont accueilli l'évènement. Le stade le plus utilisé étant celui du Suncorp Stadium de Brisbane avec 40 matchs accueillis suivi du Sydney Football Stadium de Sydney (14 matchs accueillis) et le Telstra Stadium de Sydney (avec 11 matchs accueillis).
Les différents stades ayant accueilli  l'événement entre 1980 et 2013 sont :
| Stade                               | Ville      | Nombre de matchs | Plus forte affluence | Plus faible affluence |
| ----------------------------------- | ---------- | ---------------- | -------------------- | --------------------- |
| Suncorp Stadium (Lang Park)         | Brisbane   | 48               | 52 598               | 16 559                |
| Sydney Football Stadium             | Sydney     | 14               | 41 955               | 16 910                |
| Telstra Stadium (Stadium Australia) | Sydney     | 21               | 88 336               | 55 421                |
| Sydney Cricket Ground               | Sydney     | 6                | 42 048               | 20 242                |
| Melbourne Cricket Ground            | Melbourne  | 3                | 91 513               | 25 105                |
| ANZ Stadium                         | Brisbane   | 2                | 49 441               | 47 989                |
| Veterans Memorial Stadium           | Long Beach | 1 (exhibition)   | 12 439               | 12 439                |
| Olympic Park                        | Melbourne  | 1                | 25 800               | 25 800                |
| Telstra Dome                        | Melbourne  | 3                | 56 021               | 50 967                |
| Optus Stadium                       | Perth      | 1                |                      |                       |

## Médiatisation
Cet évènement est un des évènements sportifs les plus importants d'Australie, avec des records d'audience à la télévision.
Mais sa rénommé dépasse les frontières du pays ; ainsi, le State of Origin est suivi avec assiduité dans toute l'Océanie.
Dans le reste du monde,  il est devenu, avec la NRL (le championnat de rugby à XIII australien) , une véritable promotion pour le rugby à XIII.  A cette fin, les droits de retransmissions télévisuels sont offerts aux chaines de télévision étrangères.
Néanmoins, fin des années 2010, et début des années 2020, cet évènement annuel n'est pas accompagnée de campagnes promotionnelles mondiales. Les organisateurs ne semblant considérer que les Etats-Unis comme une éventuelle terre d'extension possible.     

## Déclinaisons du concept

### Création d'un State of Origin féminin
Si l'Australie a toujours été très avance en matière de rugby à XIII féminin, avec un championnat majeur disputé dès 1999 (le Women's Interstate Challenge), elle prend le choix délibéré, en rebaptisant l'épreuve, de créer un véritable State of Origin féminin (en)féminin en 2018.
Il s'agit alors de faire disputer une compétition qui n'est plus une sorte de lever de rideau pour la compétition masculine, mais une série de trois matchs disputés à part.
C'est le Queensland qui remporte l'épreuve en 2018 et 2019. Malgré la crise sanitaire liée au Covid 19, la compétition se déroule normalement en 2020. 

### En France: les Provinces d'Origine
S’inspirant nettement de l'exemple australien, la référence étant même dans l'intitulé de la compétition, la Fédération Française de rugby à XIII lance à la fin des années 2010, deux matchs annuels entre une sélection française de l'Ouest et une sélection de l'Est.
Le premier match entre des sélections féminines,  le second entre les équipes masculines.
Ainsi en 2018, ces deux matchs sont organisés  le 23 septembre, respectivement à 14h00 et 16h00 à Limoux. Le match permet au sélectionneur Aurélien Cologni d'évaluer la valeur des joueurs de l’Élite 1 en vue du test-match face à la Serbie, puis de celui contre l'Angleterre. La sélection OUEST est composée de joueurs de Limoux, Lézignan, Toulouse, Saint-Gaudens, et Albi. Celle de l'EST de joueurs d'Avignon, de Palau, et Saint-Estève-XIII Catalan.